# 빅싼초
빅싼초 (본명: 김태호)는 대한민국의 음악 프로듀서, 작곡가이다. 큐브 엔터테인먼트 소속으로 비투비, 포미닛, 현아, CLC, 펜타곤, 트리플 H (여자)아이들등 큐브 엔터테인먼트 소속의 다양한 아티스트들의 곡을 작곡하였다. 프로듀싱팀 Yummy Tone 소속이다.